# Hieracium crebriserratum
Hieracium crebriserratum es una especie de planta con flor del género Hieracium, de la familia Asteraceae, orden Asterales.

## Distribución
Hieracium crebriserratum se distribuye por Suecia y Dinamarca.

## Taxonomía
Fue descrita científicamente por Hyl. Fue publicada en Symb. Bot. Upsal. 7(1): 235 (1943).